# SN 2002dr
SN 2002dr – supernowa typu Ia odkryta 24 czerwca 2002 roku w galaktyce UGC 12214. W momencie odkrycia miała maksymalną jasność 17,00m.